# Arnoldo Bohnen
Arnoldo Bohnen (Venâncio Aires, 16 de janeiro de 1929 - Toledo, 14 de  julho de 2011) foi um político brasileiro.
Arnoldo foi prefeito da cidade de Toledo entre 15 de maio de 1982 até 31 de janeiro de 1983, assumindo a vaga do titular Duílio Genari, pois era o vice-prefeito eleito em 1977.
Em seu mandato constituiu o maior programa do antigo BNH já efetuado na região até então.
Faleceu na madrugada do dia 14 de julho de 2011 decorrente de insuficiência respiratória.